# Bilbil niebieskooki
Bilbil niebieskooki (Microtarsus nieuwenhuisii) – gatunek małego azjatyckiego ptaka z rodziny bilbili (Pycnonotidae). Długość ciała około 18 cm.
Wyróżniono dwa podgatunki B. nieuwenhuisii:
- M. nieuwenhuisii inexspectatus – północno-zachodnia Sumatra.
- M. nieuwenhuisii nieuwenhuisii – północne i środkowe Borneo.

Naturalne siedliska tego gatunku znajdują się w Brunei i Indonezji. Ptak gniazduje w subtropikalnych i tropikalnych wilgotnych lasach nizin.
Trudno określić kategorię zagrożenia tego gatunku. Zwierzę to jest bowiem niesłychanie rzadko spotykane, ornitolodzy nie są pewni, czy jest rzeczywiście oddzielnym gatunkiem, czy też może hybrydą bilbila czarnogłowego (Microtarsus melanocephalos) i bilbila szarobrzuchego (Pycnonotus cyaniventris) lub innych jeszcze gatunków z rodzaju Pycnonotus.